# 蕭英
蕭英（1443年—1511年），字文俊，直隸青縣（今河北省青縣）人，祖籍河南息縣，彭城衛官籍，明朝政治人物。同進士出身。

## 生平
早年出身國子生，成化甲午科（1474年）鄉試中舉。成化十四年（1478年）戊戌科會試第一百九十二名，殿試登進士第三甲第一百一十五名。授杭州府推官，歷升南京太仆寺丞，致仕归。正德六年（1511年）八月卒。

## 家族
曾祖父蕭敬，曾任正千戶。祖父蕭銓，曾任正千戶。父蕭冕。母石氏。娶梁氏。